# Chu Thương
Chu Thương (周倉), tự Nguyên Phúc (元福), là một nhân vật trong tác phẩm Tam quốc diễn nghĩa của La Quán Trung, được mô tả là một tướng mặt đen râu xồm.
Nhân vật này tham gia vào khởi nghĩa Hoàng Cân, nguyên là bộ hạ của Trương Bảo. Ông đã gặp Quan Vũ ở một trận chiến trong cuộc khởi nghĩa. Sau này, khi cuộc khởi nghĩa bị dập tắt, ông cùng một người nữa trong tàn quân của giặc Hoàng Cân là Bùi Nguyên Thiệu, tụ tập ở vùng rừng núi cướp bóc kiếm ăn.
Mặc dù Quan Vũ là kẻ thù của nghĩa quân khăn vàng, chém giết đồng đội của Chu Thương, nhưng nhân vật này lại rất ngưỡng mộ Vũ, thường hay nhắc tới Vũ nhưng tiếc là chưa có dịp theo hầu. Sau này, khi nhân vật Quan Vũ qua 5 ải chém 6 tướng Tào đã gặp Chu Thương và Bùi Nguyên Thiệu. Nhưng vì 2 phu nhân của Lưu Bị không cho đem theo quân mã, nên chỉ có mình Chu Thương được đi theo, còn Nguyên Thiệu phải ở lại để trông quân.
Nhân vật Chu Thương được mô tả là một người có sức khỏe và lại có tài bơi lội. Trong trận Phàn Thành, ông chính là người đã bắt sống được Bàng Đức sau khi Bàng Đức ngã xuống nước. Ông cũng là một người trung thành. Sau khi biết tin Quan Vũ bị Đông Ngô bắt sống và xử trảm, ông và tướng cùng giữ Mạch Thành với ông là Vương Phủ đã tự vẫn để theo về với chủ.
Chu Thương đã trở thành một trong bộ ba thần thánh, cùng với Quan Vũ và con nuôi là Quan Bình, hiển thánh giúp dân.